# Halkoluodot (ö i Birkaland)
Halkoluodot är en ö i Finland. Den ligger i sjön Keurusselkä och i kommunen Mänttä-Filpula i den ekonomiska regionen  Övre Birkalands ekonomiska region  och landskapet Birkaland, i den södra delen av landet, 210 km norr om huvudstaden Helsingfors. Öns area är 1,7 hektar och dess största längd är 260 meter i sydöst-nordvästlig riktning.